# Charles Lavigerie
Pour les articles homonymes, voir Lavigerie.
Charles Lavigerie (ou Allemand-Lavigerie), né le 31 octobre 1825 à Huire à Saint-Esprit (ancienne commune des Landes) et mort le 26 novembre 1892 à Alger (Algérie), est un prêtre français, missionnaire en Afrique du Nord. Archevêque d'Alger en 1867, ministère qu'il conserve en devenant archevêque de Carthage en 1884, il est créé cardinal en 1882. Il est le fondateur de la société des Missionnaires d'Afrique (dits « Pères blancs ») et des Sœurs missionnaires de Notre-Dame d'Afrique (les « Sœurs blanches »).
À la fin des années 1880, il se fait le champion de la lutte contre l'esclavage dans le monde. Il est à l'origine de la prise de position ferme du Saint-Siège dans la nouvelle condamnation de cette pratique. Il mène une vaste campagne d'information en Europe sur la réalité du fléau, campagne qui incite le Foreign Office à réunir les représentants de seize puissances. Ils signent en 1890 la convention de Bruxelles, qui permet de conjuguer les efforts dans la répression de la traite des êtres humains.
Lavigerie joue un rôle important de négociateur dans la crise de 1880 consécutive aux décrets sur les congrégations religieuses, et dans le conflit scolaire de 1883. De connivence avec Léon XIII, il s'expose personnellement en portant en 1890 le retentissant « toast d'Alger », destiné à obtenir le ralliement des catholiques français à la République.

## Biographie

### Patronyme
Le nom ancien de la famille paternelle de Charles Lavigerie est « Allemand ». Une branche de la famille y accole celui du lieu-dit où elle réside, près de Périgueux : la Vigerie. Le nom de cette branche devient « Allemand-Lavigerie ». « Allemand » disparaît ensuite, mais Charles Lavigerie va bien souvent se nommer lui-même « Allemand-Lavigerie » dans les actes officiels. Une étude sur son ascendance a été réalisée par Emma Rothschild, dans le cadre de son travail sur la famille de Marie Aymard, bisaïeule du cardinal.

### Lieu de naissance
En 1825, à hauteur de Bayonne, l'Adour sépare le département des Basses-Pyrénées (au sud) de celui des Landes (au nord). Bayonne est sur la rive gauche, dans les Basses-Pyrénées. Huire, sur la rive droite, fait partie de la commune landaise de Saint-Esprit. Et la paroisse Saint-Esprit, où est baptisé Charles Lavigerie, relève non pas du diocèse de Bayonne, mais de celui d'Aire. Saint-Esprit va devenir en 1857 un quartier de Bayonne, et sera incluse dans les Basses-Pyrénées (aujourd'hui Pyrénées-Atlantiques).

### Jeunesse et formation
Charles Martial Lavigerie naît le 31 octobre 1825 au domicile familial, à Huire, de Léon-Philippe Lavigerie, contrôleur des douanes, et de Louise Laure Latrilhe. Le 5 novembre, l'enfant est baptisé dans l'église paroissiale Saint-Esprit, mais sa famille est d'esprit libéral et voltairien. Le père, qui nourrit des idées républicaines et laïques, est peut-être franc-maçon, comme son propre père. Ce sont deux servantes qui donnent à Charles sa première éducation religieuse.
Ses parents l'inscrivent en 1833 à l'institution Saint-Léon de Bayonne, seul collège des environs. Vers cette époque, la famille va habiter un peu plus au nord (toujours dans la commune de Saint-Esprit), à Beaulieu, dans la paroisse de Saint-Étienne-d'Arribe-Labourd. À treize ans, le désir du sacerdoce s'éveille en Charles. En octobre 1841, il entre au petit séminaire de Larressore, dans le diocèse de Bayonne. Un an plus tard, on s'avise que le garçon est du diocèse d'Aire : on entend lui faire payer ses études. Il part alors au petit séminaire parisien de Saint-Nicolas-du-Chardonnet, dont le supérieur est l'abbé Dupanloup. Il est admis en 1843 au grand séminaire Saint-Sulpice d'Issy-les-Moulineaux pour deux années de philosophie, puis en 1845 au séminaire de la place Saint-Sulpice, à Paris, pour trois années de théologie. Il entrecoupe ce cursus d'une année (1846-1847) à l'école des Carmes, rue de Vaugirard, où il passe une licence ès lettres. En 1849, il est ordonné prêtre. Il devient docteur ès lettres en 1850 et docteur en théologie en 1853.

### Professeur et collecteur de fonds

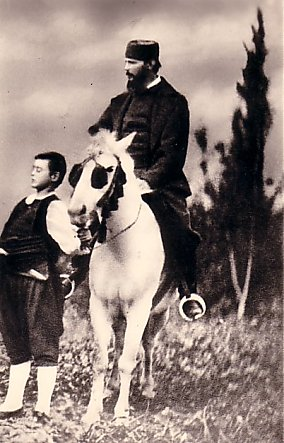
L'abbé Lavigerie en Syrie.

En 1854, il est nommé professeur d'histoire de l'Église à la Sorbonne. Il va le rester six ans. Mais son tempérament actif s'accommode mal de ce poste sédentaire. Les fondateurs et le conseil d’administration n’arrivent pas à faire connaître leur Œuvre, les illustres noms ne suffisent pas à inciter les fidèles à la générosité. Ils sollicitent l’abbé Lavigerie par l’intermédiaire de son confesseur le père jésuite Xavier de Ravignan. Il devient le premier directeur, de l'Œuvre des Écoles d'Orient, qui recueille des fonds pour venir en aide aux écoles chrétiennes ouvertes par diverses congrégations religieuses dans l'Empire ottoman, de 1856 jusqu'au 22 septembre 1861. On peut constater le dévouement de l’abbé Lavigerie envers l’Œuvre par le nombre de déplacements effectués en province à partir de 1857 pour la faire connaitre et organiser ses structures locales. En 1860, après le massacre des chrétiens par les druzes, l'abbé Lavigerie se rend au Liban et en Syrie pour porter le fruit de sa collecte, et en superviser la distribution. À Damas, il va saluer Abd el-Kader, qui s'est révélé protecteur des chrétiens. Il découvre l'islam, la culture arabe et les Églises d'Orient.

« Son activité dans l'Œuvre, dit Jesús Salas, surtout son voyage au Liban, fit sortir Lavigerie de l'univers des livres dans lequel il ne se sentait pas trop à son aise et le mit en contact avec la vie réelle, le plongeant en plein dans la souffrance humaine et donnant des nouvelles dimensions à son cœur d'apôtre. La rencontre avec l'islam dans quelques-uns de ses aspects positifs (sa rencontre avec Abd el-Kader) mais surtout dans ses aspects négatifs, vu les circonstances, laisseront chez lui une trace profonde qui se réveillera avec force le moment venu. Ses relations avec les Églises d'Orient lui feront découvrir la richesse de celles-ci et l'aideront à le convaincre, si besoin en était, de la valeur des principes apostoliques de respect des cultures et d'ouverture d'esprit. La gestion d'une grave situation d'émergence le fera, en plus, expérimenter la force des relations directes, l'importance de la presse et le besoin d'une organisation précise, mais aussi la nécessité de découvrir et de s'attaquer aux vraies racines des problèmes si on veut leur trouver des solutions solides et durables. »

### Auditeur de Rote
Cette action de grande ampleur lui vaut d'être nommé en 1861 auditeur de Rote. La « question romaine » le place dans une situation inconfortable : les rapports sont très compliqués entre la France et le Saint-Siège. Lavigerie participe aux tractations. S'il ne voit pas d'avenir au pouvoir temporel du pape, il estime qu'il ne faut pas toucher pour autant à son pouvoir spirituel. Il noue des relations de confiance avec Pie IX.

### Évêque

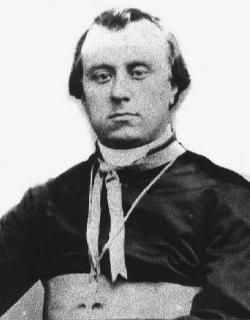
Le jour de sa consécration épiscopale, en 1863.

L'abbé Lavigerie est nommé évêque de Nancy en 1863. Plus jeune évêque de France, il met en œuvre son idée maîtresse, qui est de chercher à concilier Église et monde moderne. Un trait dominant de son tempérament se manifeste, celui de réformer et de lancer de grands projets : 
« Il gardera toute sa vie une tendance à tout repenser, tout réformer. »
Durant cette période, il est un des trois conseillers officieux du gouvernement pour ce qui concerne la nomination des évêques en France, tâche délicate en période pré-conciliaire. Le gouvernement tend vers le gallicanisme, afin de mieux contrôler l'Église de France. Lavigerie quant à lui n'est pas véritablement favorable au gallicanisme. Il verrait d'un bon œil un pouvoir renforcé du pape sur l'Église universelle, mais il s'oppose aux ultramontains dans leur intransigeance doctrinale et dans leur rejet de la société moderne.
En 1866, il est pressenti pour devenir coadjuteur de l'archevêque de Lyon, primat des Gaules. Il craint que l'attribution du siège prestigieux ne soit interprétée comme une récompense du gouvernement pour son rôle dans la nomination d'évêques opposés à l'ultramontanisme. En novembre, le maréchal de Mac Mahon, gouverneur général de l'Algérie, lui propose le diocèse d'Alger, siège bien moins proéminent que celui de Nancy ou de Lyon. Lavigerie accepte pourtant. Cela lui permet de « fuir », comme il le dit, une situation où il paraît compromis avec le gouvernement. Par ailleurs, sa vocation de missionnaire s'est affirmée. Il veut faire revivre l'antique Église d'Afrique du Nord (du IIe au XIIe siècle). Et il voit l'Algérie comme une « porte ouverte » sur tout le continent africain.

### Missionnaire
En janvier 1867, le gouvernement fait ériger l'évêché d'Alger en archevêché. Il nomme Lavigerie archevêque avec l'accord du Saint-Siège. Celui-ci arrive à Alger le 15 mai.

#### Contexte
Napoléon III a retiré à l'autorité civile le gouvernement du territoire algérien pour le rendre aux militaires, comme avant 1848. Les Européens n'ont plus le droit d'élire des députés. Les préfets sont subordonnés aux généraux commandant les trois départements. Les officiers des bureaux arabes interdisent aux Européens de s'établir dans les zones rurales éloignées des trois chefs-lieux — zones exploitées par les tribus et administrées par ces mêmes officiers.
Les deux prédécesseurs de Lavigerie, Antoine-Adolphe Dupuch et Louis Pavy, tentent de faire revivre l'Église d'Afrique du Nord, nourrissant même l'espoir de convertir des musulmans. Ils n'ont pas conscience que les Algériens voient dans l'islam un moyen de sauvegarder leur identité, face au colonisateur. Les deux évêques se heurtent en outre à l'intransigeance de l'autorité militaire. Celle-ci entend empêcher toute action de l'Église (tout prosélytisme, et même tout contact avec la population musulmane), l'interprétant comme une dangereuse provocation vis-à-vis de ce qu'elle appelle le « fanatisme musulman ». D'après eux, en Algérie, l'Église n'est là que pour les Européens.

#### Heurts avec Mac Mahon

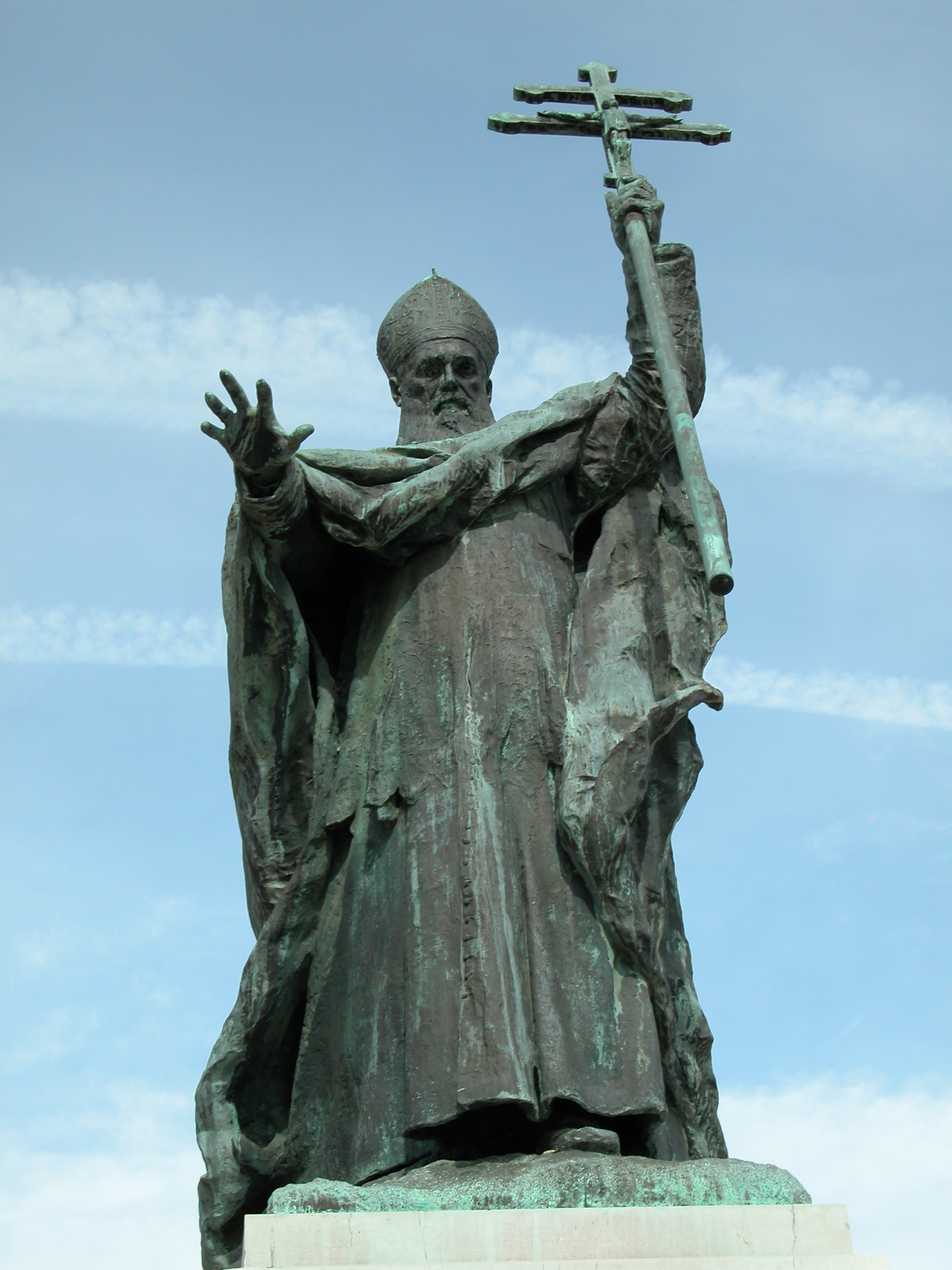
Alexandre Falguière, Monument au cardinal Lavigerie à Bayonne (détail).

Dès son arrivée, Lavigerie projette de fonder deux instituts religieux, l'un d'hommes, l'autre de femmes. Ils se partageraient entre prière et travail agricole. Ils accueilleraient aussi les pauvres et les malades. En l'état actuel des choses, l'archevêque serait bien entendu contraint de limiter leurs interventions pastorales aux seuls Européens. Mais la volonté qui l'anime est d'obtenir la liberté d'apostolat, la liberté d'approcher les tribus administrées par les militaires des bureaux arabes.
Un grave événement lui fournit alors l'occasion d'étendre le champ de son action aux musulmans. Choléra et famine s'abattent sur l'Algérie. Ils vont faire 110 000 morts en 1867. L'archevêque lance un cri d'alarme, il en appelle par voie de presse à l'opinion publique française, dénonce les carences de l'administration militaire, notamment celles des bureaux arabes. Il entre ainsi en conflit, en avril 1868, avec Mac Mahon. L'affaire dégénère, et concerne bientôt le problème de fond du système de gouvernement en Algérie, qui est la préoccupation essentielle de Lavigerie. Après une entrevue avec l'empereur Napoléon III en mai, l'archevêque obtient l'autorisation de mener des actions humanitaires là où la population musulmane les acceptera, mais sans prosélytisme, et avec accord du gouverneur général. En revanche, le système de gouvernement est laissé en place, et les militaires des bureaux arabes restent maîtres sur leurs terres — ce qui ne satisfait pas Lavigerie. Dans tout le cours de cette lutte, l'archevêque reçoit un soutien affirmé de Pie IX. Il ouvre des orphelinats accueillant un millier d'enfants.

#### Fondation des Pères blancs et des Sœurs blanches

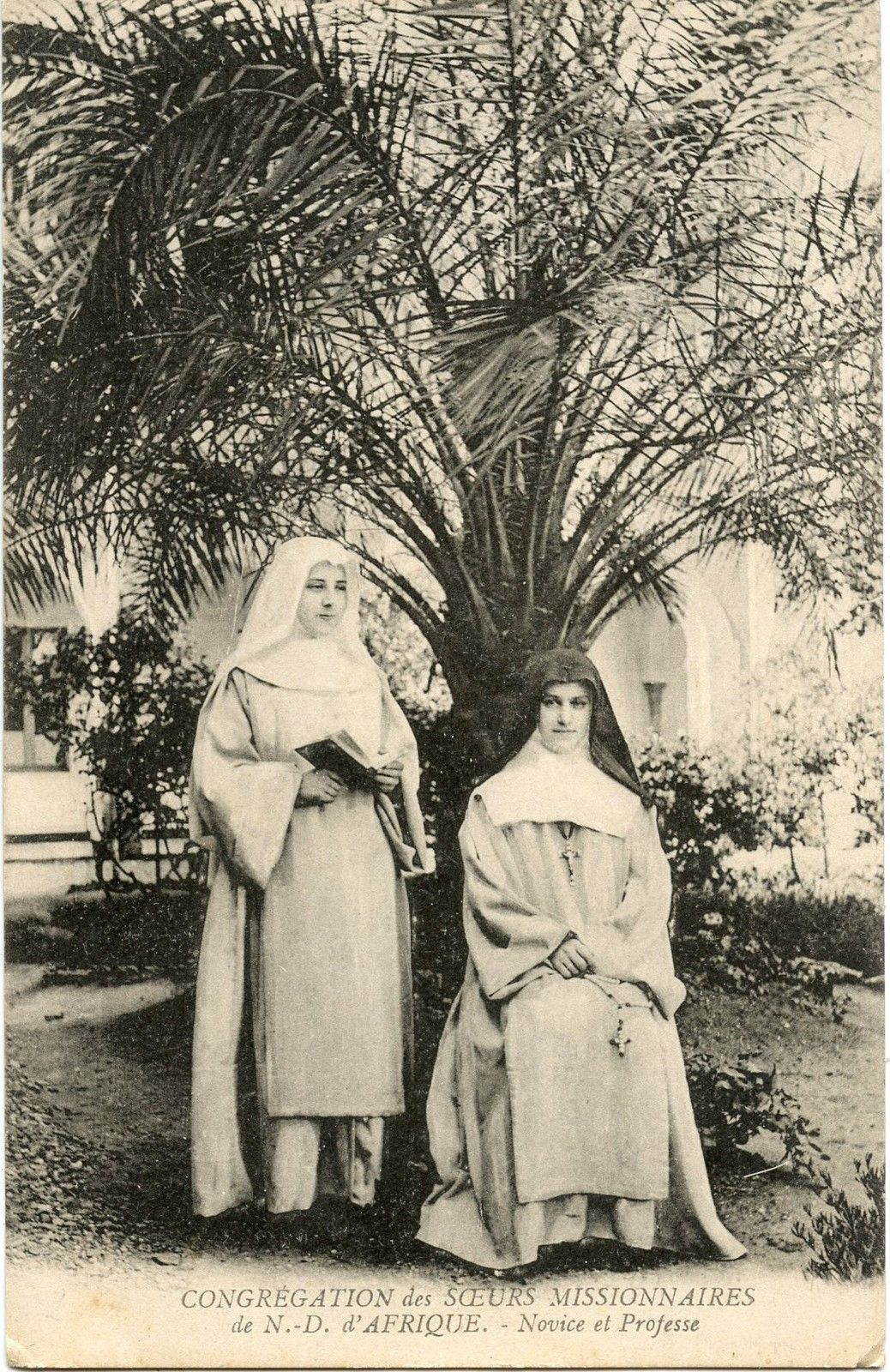
Sœurs de Notre-Dame d'Afrique, fondées par Lavigerie.

Voyant plus loin que l'Algérie, Lavigerie obtient du Saint-Siège le 2 août 1868 d'être nommé nonce apostolique pour les missions du Sahara et du Soudan. Il fonde en octobre la société des Missionnaires d'Afrique, communément appelés « Pères blancs », et en 1869 les Sœurs missionnaires de Notre-Dame d'Afrique, ou « Sœurs blanches » (chargées notamment de l'orphelinat de Kouba).
Ayant compris l'importance de l'inculturation du message évangélique, Lavigerie donne trois consignes : « Vous parlerez la langue des gens ; vous mangerez leur nourriture ; vous porterez leur habit. » Ses missionnaires prennent donc l'habit local : la gandoura, le burnous et la chéchia, avec un rosaire en sautoir. Cette attitude de respect, dit Martine de Sauto, « dépasse largement la mentalité de l'époque ».
Dans les premiers temps, en Algérie, les Pères blancs se consacrent aux œuvres sociales et au développement rural. Ils ouvrent des dispensaires et des écoles. En 1872, ils s'installent à Laghouat, dans le Sahara algérien. En 1873, Lavigerie fonde ses trois premières stations missionnaires en Kabylie. Dans la vallée du Chelif, il crée les villages de Saint-Cyprien des Attafs (en 1873) et de Sainte-Monique, près de Rouina (en 1875), pour permettre à des jeunes ménages d'orphelins et d'orphelines d'avoir une maison et d'exploiter une terre. Les Sœurs blanches y œuvrent en faveur des femmes et des bébés.

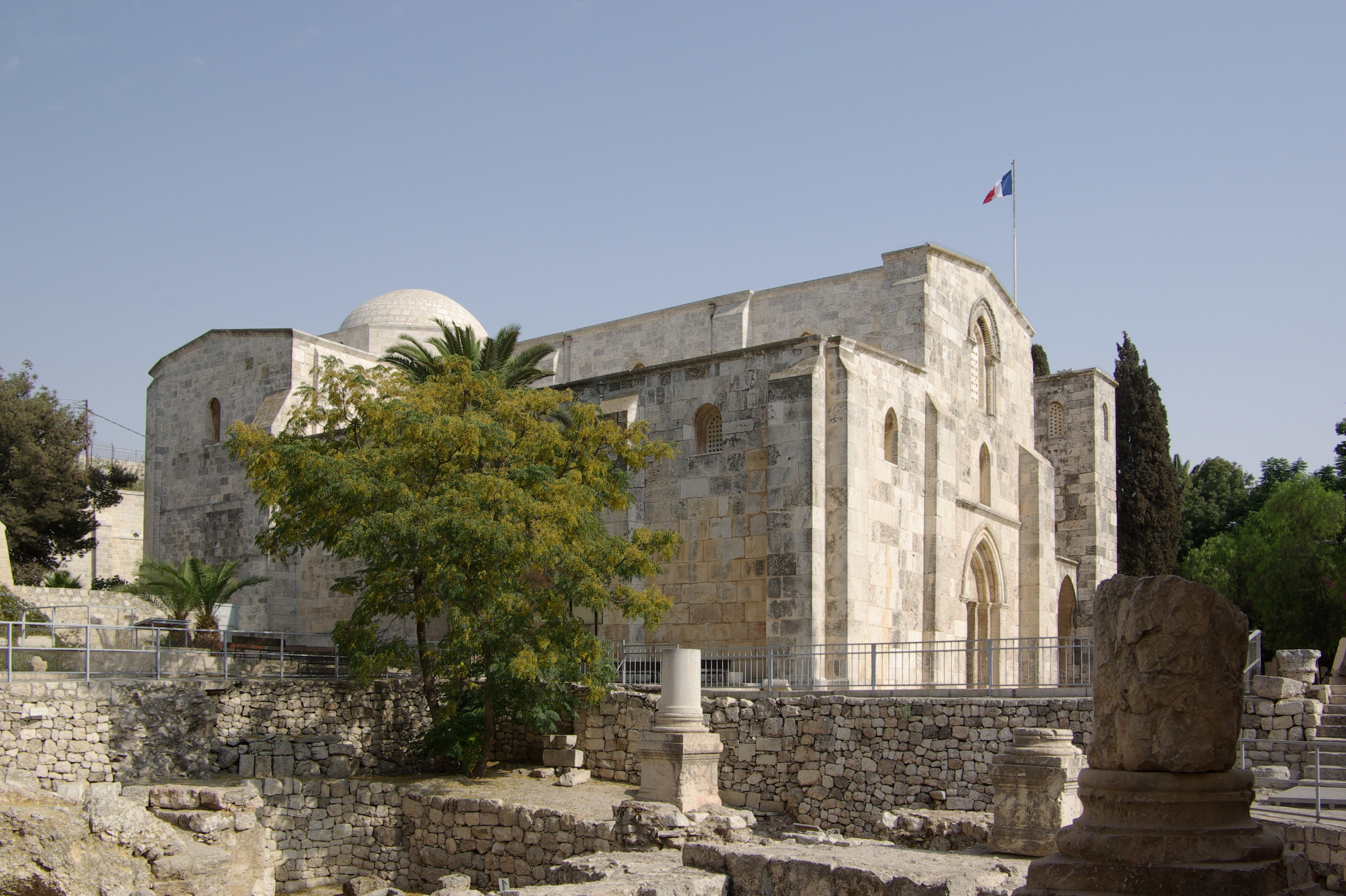
L'église Sainte-Anne de Jérusalem.

En 1875, Lavigerie obtient pour ses missionnaires la responsabilité de la chapelle Saint-Louis de Carthage, en Tunisie. Une communauté de Pères blancs s'établit alors sur la colline Saint-Louis, qui domine Carthage. En 1876, une caravane de trois missionnaires part de Metlili vers Tombouctou, au Soudan français (Mali actuel). Elle est massacrée.
Sa méconnaissance des autochtones vaut à Lavigerie bien des désillusions dans son archidiocèse. Il voit dans les Kabyles d'anciens chrétiens très superficiellement islamisés, qui n'aspirent qu'à retrouver la foi chrétienne de leurs ancêtres,. Dans la vallée du Chelif, en fournissant épouse, maison, terre, bétail, hôpital à ses orphelins de Saint-Cyprien, il leur fabrique une mentalité d'assistés. Ils sont bien loin de constituer le levain escompté : en les instruisant en français, en leur inculquant mœurs et techniques occidentales, le missionnaire en fait des étrangers vis-à-vis de leurs voisins musulmans. Là-dessus, les élections de 1876 envoient à la Chambre des députés une majorité fortement républicaine, qui envisage une réduction du budget des cultes. Lavigerie renonce à ses coûteuses et décevantes expériences. Mais il sait tirer la leçon de ses échecs : il ne doit pas chercher à assimiler, franciser, européaniser. Un plus grand respect de la langue, des mœurs et de la culture locales doit être observé. Les véritables évangélisateurs de l'Afrique seront non pas les missionnaires, mais les Africains eux-mêmes. Et ces catéchiseurs de leur peuple seront non pas des prêtres, mais des médecins. C'est dans ce but que de jeunes esclaves achetés par des missionnaires sont formés à la médecine à Malte, de 1881 à 1896.
En 1878, Lavigerie obtient pour les Pères blancs la responsabilité pastorale de l'église Sainte-Anne de Jérusalem. En juin, dix missionnaires s'élancent du port de Bagamoyo, en Tanzanie, sur la côte est de l’Afrique. Après trois mois et demi de marche, neuf d'entre eux arrivent à Tabora. Cinq atteignent les rives du lac Victoria. Deux arrivent en Ouganda en février 1879.
En 1892, à la mort du cardinal Lavigerie, 278 missionnaires de cinq nationalités sont établis dans six régions d'Afrique, qui deviendront l'Algérie, la Tunisie, l'Ouganda, la Tanzanie, le Congo et la Zambie. À partir de 1894, les Sœurs blanches gagnent elles aussi l'Afrique subsaharienne.
Au 1er janvier 2015, les Pères blancs comptent 1 308 missionnaires de 36 nationalités, qui œuvrent dans 42 pays (dont 22 pays d'Afrique), dans 217 communautés. En 2013, les Sœurs blanches, au nombre de 750, d'une trentaine de nationalités, sont présentes dans 28 pays (dont 15 pays d'Afrique). Elles ont contribué à la fondation de 22 congrégations religieuses africaines.

### Artisan du rapprochement avec les Églises d'Orient

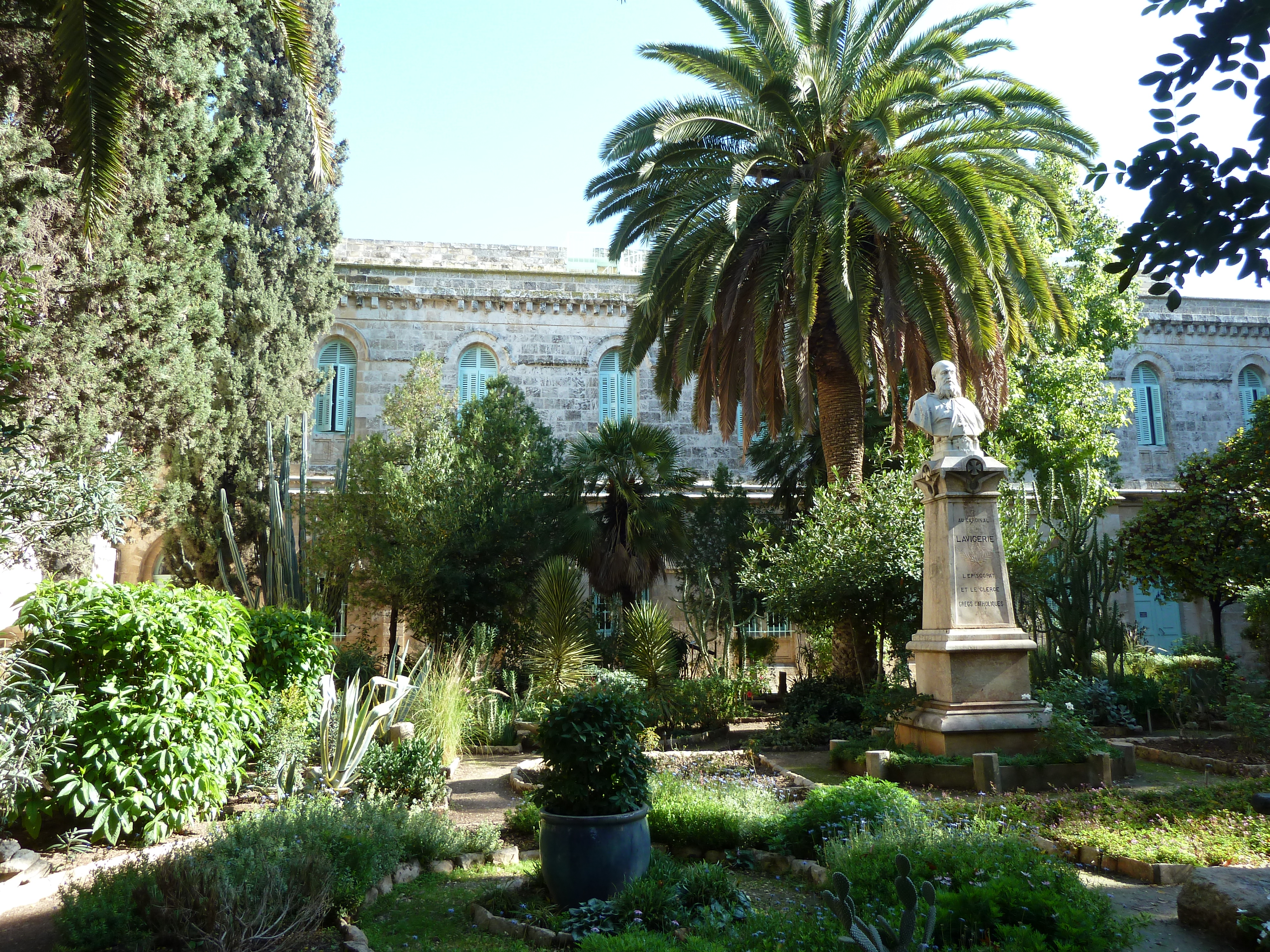
Mission des Pères blancs, à Jérusalem. L'église Sainte-Anne se trouve à gauche, dissimulée par la verdure. À droite, buste de Lavigerie.

Le 12 mai 1881, la Tunisie devient un protectorat français. Le 28 juin, le pape Léon XIII nomme Lavigerie administrateur du vicariat apostolique de ce pays. Lors du consistoire du 27 mars 1882, il le crée cardinal,. Lavigerie reçoit le chapeau le 3 juillet, avec le titre de cardinal-prêtre de Sant'Agnese fuori le mura (Sainte-Agnès-hors-les-murs).
Depuis son séjour de 1860 en Syrie, Lavigerie est partisan d'un rapprochement avec les Églises d'Orient. Il accède à une demande de Gregorios Youssef, patriarche de l'Église grecque-catholique melkite : il ouvre en janvier 1882, à Jérusalem, un petit séminaire appelé « école apostolique ». L'établissement est réservé à des élèves de rite grec-melkite envoyés par leurs évêques. L'enseignement y est assuré en français par les Pères blancs, avec étude de l'arabe et du grec. Le latin n'y est pas enseigné. Dans la manière de vivre comme dans les célébrations religieuses, tout y est oriental. Des prêtres orientaux viennent y célébrer les offices en arabe pour les élèves, dans l'église Sainte-Anne, qui leur est réservée. Les Pères blancs ne peuvent dire leur messe latine qu'en privé, dans un oratoire. Le séminaire dépend de la Propaganda Fide, dont la juridiction s'exerce par l'intermédiaire d'un représentant. En juin 1883, Lavigerie devient ce représentant.

### Primat d'Afrique
Le 10 novembre 1884, l'antique siège épiscopal de Carthage (aujourd'hui archidiocèse de Tunis) est restauré. Le 4 décembre, érigé en archevêché, il est confié à Lavigerie. Le cardinal conserve — par dérogation exceptionnelle du Saint-Père — celui d'Alger, et se voit attribuer le titre de primat d'Afrique. S'étant déjà mis en évidence en obtenant la délégation apostolique pour les missions d'Afrique centrale (1878) et par sa fonction à Jérusalem (1883), cardinal, archevêque de deux diocèses, Lavigerie est désormais un personnage important de l'Église. Il est le sujet de polémique de l'éditeur du Tunis Journal, Jules Montels.

### Antiesclavagiste

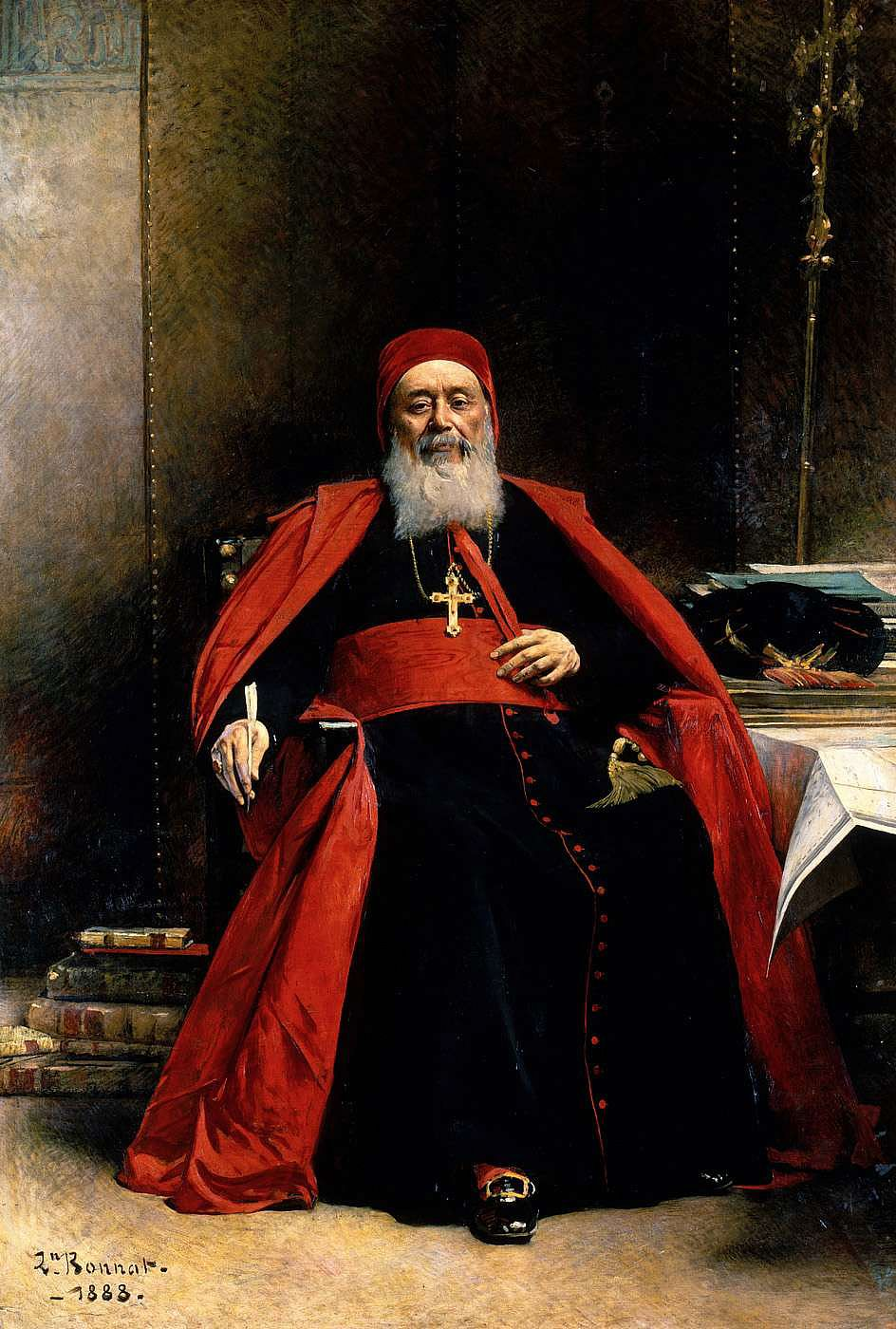
Léon Bonnat, Le Cardinal Lavigerie (1888), château de Versailles.

Lavigerie est confronté à la réalité de la traite orientale qui ravage les régions centrales et orientales du continent africain. Le 2 janvier 1878, il s'en émeut dans le Mémoire secret qu'il adresse à la Propaganda Fide. Pie IX n'a pas condamné explicitement l'esclavage,, mais il meurt un mois plus tard, et Lavigerie va trouver une oreille plus attentive dans celle du nouveau pape, Léon XIII.
Le Brésil prononce l'abolition de l'esclavage en 1888, et Léon XIII s'apprête à s'en réjouir dans l'encyclique In plurimis. Mais le cardinal Lavigerie l'appelle à provoquer une prise de conscience : chacun est trop enclin à croire le problème résolu, au Brésil ou ailleurs. Or, même s'il est légalement supprimé l'esclavage demeure. Lavigerie presse le pape d'inciter d'une part les missionnaires à faire libérer des esclaves, d'autre part les gouvernements chrétiens à réprimer le trafic. Le 5 mai, Léon XIII publie l'encyclique, où se retrouvent les exhortations suggérées par le cardinal. Le 21 mai, le pape autorise ce dernier à prendre la tête d'une « croisade » pour lutter contre la traite des humains.
Dès le 1er juillet, Lavigerie se lance dans une tournée de sensibilisation à travers l'Europe. Il cherche à provoquer un mouvement d'opinion pour exercer une pression sur les gouvernements chrétiens et musulmans. Ceux-ci, ne songeant qu'à leurs intérêts, sont fort peu disposés à s'engager dans une lutte purement humanitaire — et encore moins disposés à s'entendre, puisque leurs intérêts sont contradictoires. Le cardinal veut les amener à collaborer entre eux. Il n'est pas le premier à dénoncer le fléau, dont l'ampleur est insoupçonnée. Mais sa personnalité, sa franchise, sa force de conviction, la qualité de sa documentation, les mesures concrètes qu'il propose valent à son action un grand retentissement, et à lui-même un prestige accru (des journalistes de divers pays le verraient bien sur le trône de saint Pierre). Il organise aussi des manifestations éclatantes, dont la presse se fait l'écho.
Impressionné par la force du mouvement d'opinion orchestré par le cardinal Lavigerie, le secrétaire d'État au Foreign Office lance l'idée d'une conférence internationale. Celle-ci s'ouvre à Bruxelles le 18 novembre 1889. Seize puissances sont représentées. Le 2 juillet 1890, l'acte général de la conférence impose une série de mesures permettant de lutter en commun contre le trafic d'esclaves. À la suite, Lavigerie préside en septembre 1890 au congrès libre antiesclavagiste tenu à Paris, dans l'église Saint-Sulpice, sous le patronat du pape Léon XIII. Un participant polonais, Théodore de Korwin Szymanowski, le seul qui soit parvenu de l'Empire russe, publie deux pamphlets à ce sujet,,.

### Négociateur entre l'Église, l'État républicain et les catholiques français

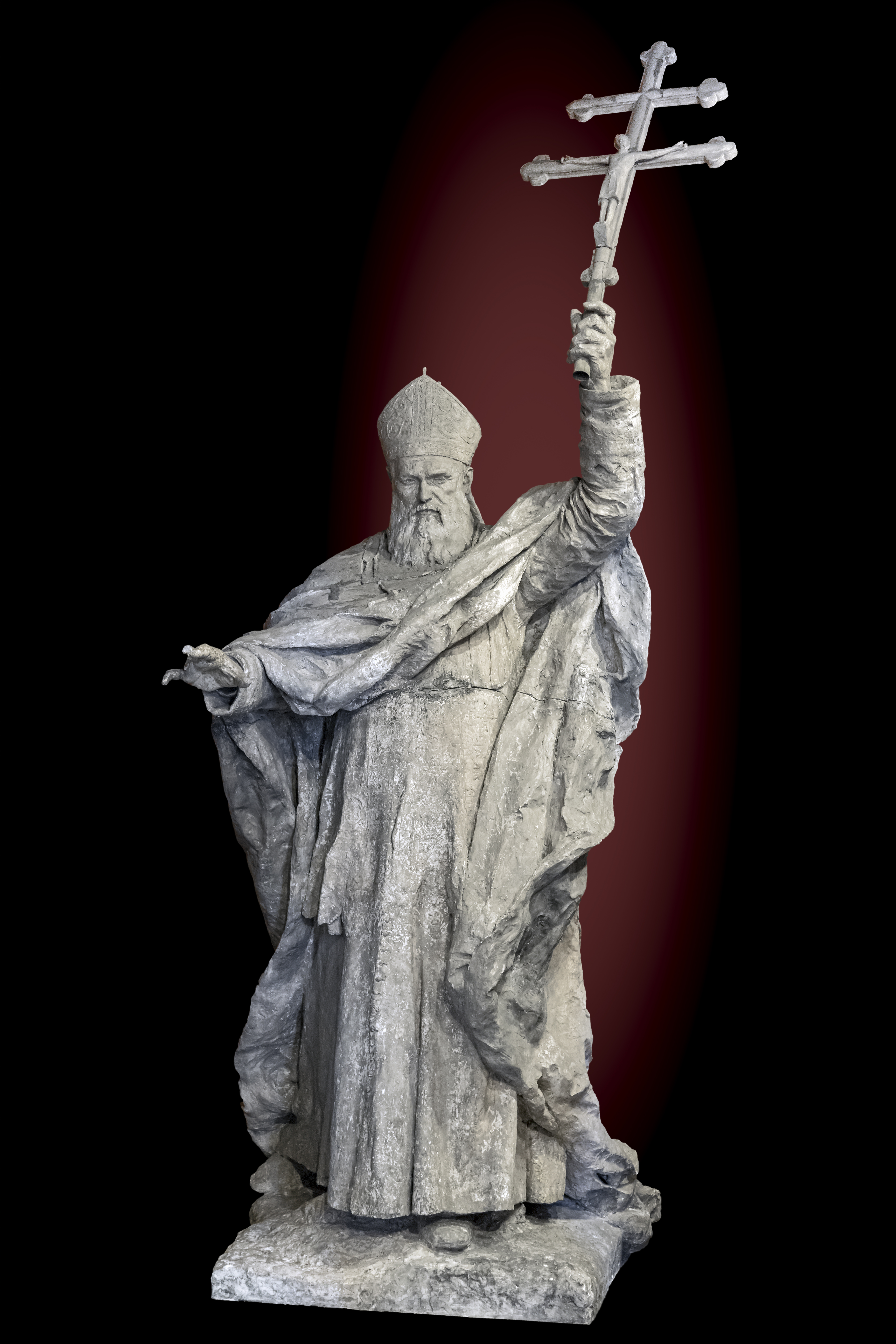
Le cardinal Lavigerie, représenté par le sculpteur Alexandre Falguière.

Le 4 septembre 1870, la République est proclamée. Le légitimiste Lavigerie, au nom d'une vision ouverte des rapports à promouvoir entre Église et État, veut jouer un rôle dans le débat. Il se présente, mais sans succès, aux élections législatives de 1871, dans les Landes, son département natal.
Les années 1876 à 1879 sont celles du bouleversement : les républicains s'imposent à l'Assemblée nationale (1876), mettent fin aux espoirs des monarchistes de voir advenir une restauration (crise de 1877), obtiennent la majorité au Sénat et portent l'un des leurs à la présidence de la République (1879).

#### Décrets sur les congrégations religieuses (1880)
Le 29 mars 1880, deux décrets prononcent l'expulsion de France des Jésuites et imposent aux autres congrégations religieuses de demander, dans un délai de trois mois, une autorisation pour exercer leurs activités. C'est le début de la crise entre la République française et l'Église. De mai à août 1880, Lavigerie mène les négociations. Le gouvernement se montre favorable à un assouplissement dans l'exécution des décrets. Mais de profondes réticences proviennent des congrégations religieuses, qui sont solidaires des Jésuites. L'enseignement catholique étant menacé, nombre de catholiques manifestent une opposition de principe. Une grande partie de l'épiscopat et du clergé pratique l'alliance de fait avec les royalistes, lesquels sont partisans de la politique du pire pour hâter la chute de la République. Lavigerie ne va cesser de dénoncer les catholiques intransigeants, dont l'attitude rejette les républicains modérés vers les radicaux. Il pointe du doigt l'évêque d'Angers et député monarchiste de Brest, Charles-Émile Freppel, comme « l'ennemi déclaré et insolent » de la politique du Saint-Père.

#### Conflit scolaire (1883)
La Chambre adopte le 29 mars 1882 la loi Ferry sur l'enseignement primaire public, puis le 19 juin le projet de loi Naquet de légalisation du divorce. Une grave tension s'établit entre la République française et le Saint-Siège. En mai 1883, Léon XIII charge Lavigerie d'une mission d'information pour tenter d'apaiser les esprits. Lavigerie doit rappeler que Bismarck a pris soin d'isoler complètement la France sur le plan diplomatique : celle-ci ne peut se permettre de se priver de l'appui du Saint-Siège, notamment au Proche-Orient et en Extrême-Orient. Le bilan des négociations est mitigé, mais la crise — peut-être même la rupture — est évitée. Le rôle de Lavigerie est apprécié aussi bien du côté de Jules Ferry que de celui de Rome.

#### Toast d'Alger (1890)

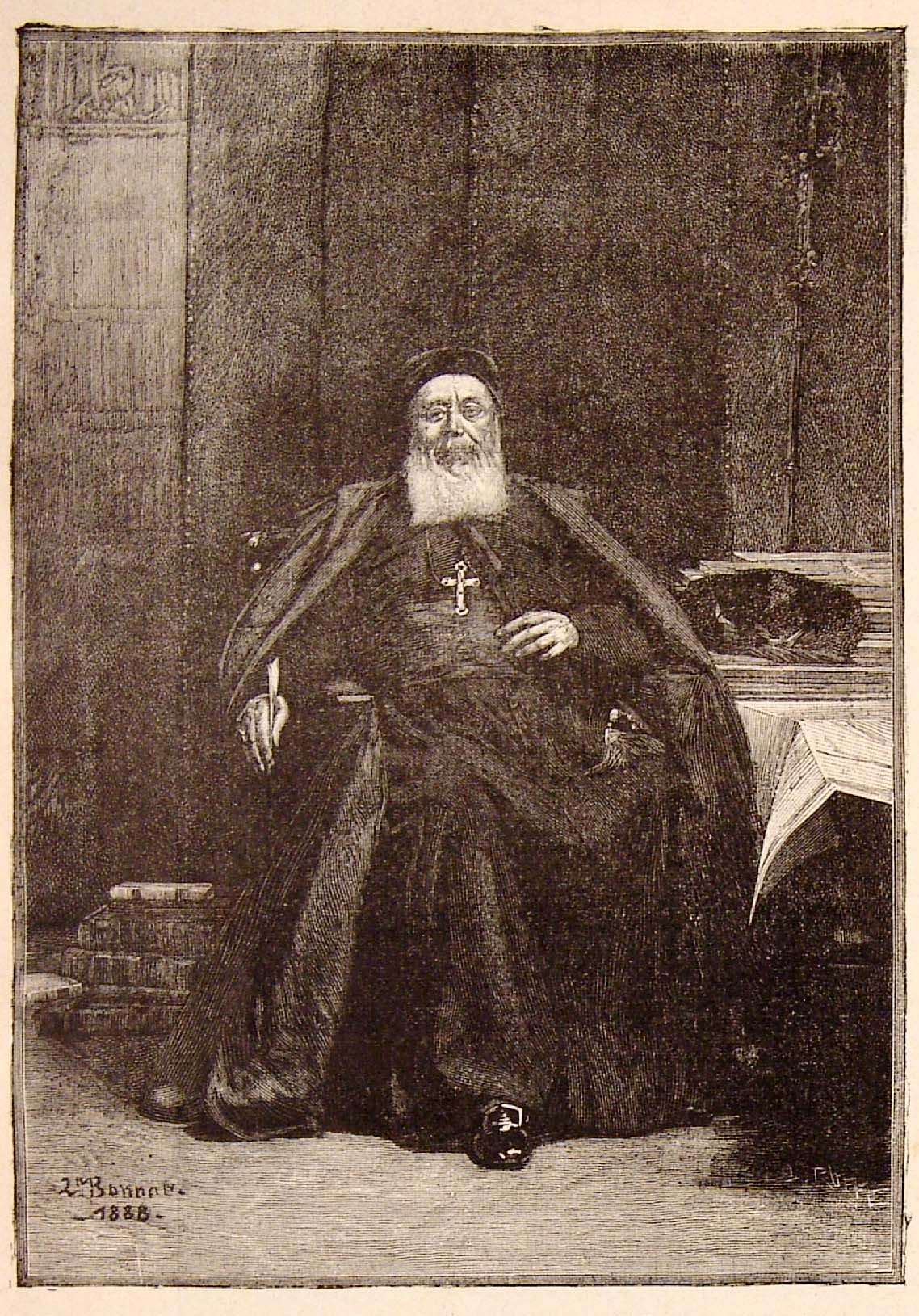
Cardinal Lavigerie par L. Bonnat (v. 1889).

L'attitude du cardinal Lavigerie vis-à-vis de la République est en phase avec la pensée de Léon XIII qui dit en 1888 : « Des diverses formes du gouvernement, pourvu qu'elles soient en elles-mêmes aptes à procurer le bien des citoyens, l'Église n'en rejette aucune ; mais elle veut, et la nature s'accorde avec elle pour l'exiger, que leur institution ne viole le droit de personne et respecte particulièrement les droits de l'Église. » Or, s'y croyant obligés par leurs convictions religieuses, les catholiques français sont toujours majoritairement liés aux partis monarchistes. Toute action qu'ils mènent sur le plan religieux paraît donc frappée de compromission, et heurte la partie de la population qui est favorable à la République. De ce fait, ils sont écartés de la vie publique, ils ne peuvent tempérer les lois anticléricales, alors que l'appui des républicains modérés — qui recherchent l'apaisement — pourrait leur être acquis. Le cardinal Lavigerie redoute une croissante marginalisation de l'Église catholique de France. En 1889, il recommande par lettre à son clergé de prêcher l'adhésion à la République, expliquant que les catholiques français ont plus à perdre qu'à gagner à rester écartés de la gestion des affaires, en se refusant « les armes constitutionnelles ».

Sur la suggestion de l'archevêque de Rennes, Charles-Philippe Place, après son refus au cardinal Rampolla d'en assumer l'annonce, la proclamation de la politique de ralliement des catholiques à la IIIe République devait finalement échoir au cardinal Lavigerie. Place s'expliqua de ce choix en souhaitant que cette annonce soit portée par un prélat plus jeune que lui, habitué des prises de position bien tranchées et dont le charisme naturel faciliterait ce changement politique. D'autre part, dans ses échanges avec le cardinal Rampolla, Place expose l'avantage d'une annonce de ralliement prononcée hors de la Métropole, loin des soutiens monarchiques et surtout loin de la noblesse et des notables de son diocèse que l'archevêque de Rennes sait peu enclins à soutenir la République.

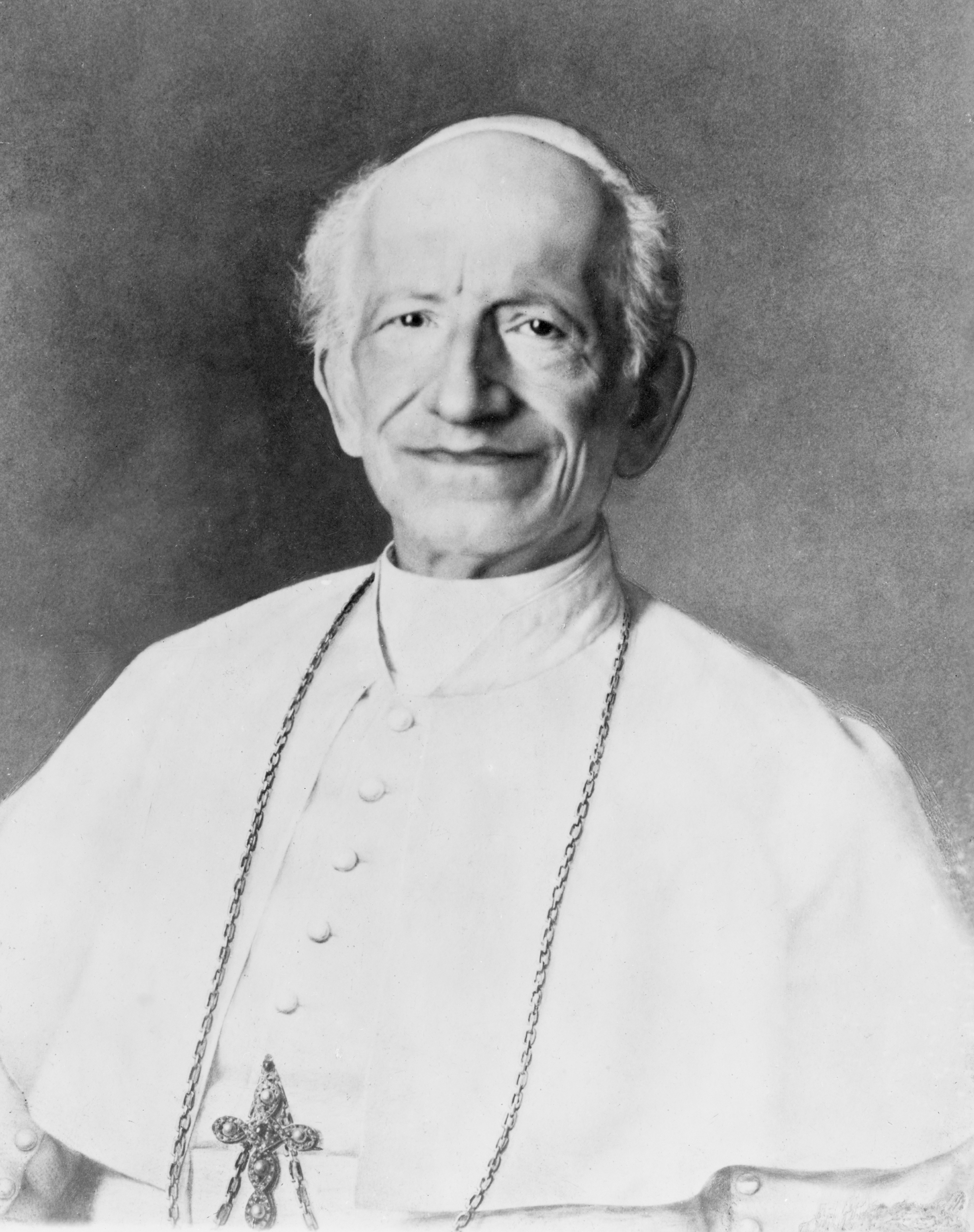
Léon XIII, vers 1898.

Aussi en octobre 1890, Léon XIII charge le cardinal de faire passer aux catholiques le message du ralliement — mais par une proclamation publique, et en cachant soigneusement que l'initiative vient du pape. Lavigerie est partisan d'actions discrètes (comme sa lettre de l'année précédente), actions si discrètes que nul ne les remarque. La demande du pape l'effraie. Il sait qu'il va déchaîner de violentes attaques contre sa personne, et surtout tarir le financement de ses missions, qui provient presque entièrement de chrétiens monarchistes. Mais le pape ordonne. Il obéit.

Le 12 novembre 1890, il « brise les vitres » en portant à Alger un toast devant les officiers de l'escadre française en escale, et devant les autorités civiles et militaires locales. C'est le retentissant « toast d'Alger », au cours duquel le cardinal dit notamment : 

« […] L'union, en présence de ce passé qui saigne encore, de l'avenir qui menace toujours, est en ce moment, en effet, notre besoin suprême. L'union est aussi, laissez-moi vous le dire, le premier vœu de l'Église et de ses Pasteurs à tous les degrés de la hiérarchie.
« Sans doute, Elle ne nous demande de renoncer ni au souvenir des gloires du passé, ni aux sentiments de fidélité et de reconnaissance qui honorent tous les hommes. Mais quand la volonté d'un peuple s'est nettement affirmée ; que la forme d'un gouvernement n'a rien en soi de contraire, comme le proclamait dernièrement Léon XIII, aux principes qui seuls peuvent faire vivre les nations chrétiennes et civilisées ; lorsqu'il faut, pour arracher enfin son pays aux abîmes qui le menacent, l'adhésion, sans arrière-pensée, à cette forme de gouvernement, le moment vient de déclarer enfin l'épreuve faite, et, pour mettre un terme à nos divisions, de sacrifier tout ce que la conscience et l'honneur permettent, ordonnent à chacun de nous de sacrifier pour le salut de la patrie.
« C'est ce que j'enseigne autour de moi ; c'est ce que je souhaite de voir enseigner en France par tout notre clergé, et en parlant ainsi je suis certain de n'être point désavoué par aucune voix autorisée […]. »

Après ce discours stupéfiant, une non moins stupéfiante Marseillaise est jouée par la fanfare du petit séminaire.
Les radicaux dénoncent une machination de l'Église. Les évêques monarchistes, Freppel en tête, jugent l'invitation aberrante. D'autres évêques craignent que leurs fidèles ne cessent de soutenir les œuvres diocésaines. Le nonce apostolique à Paris a une attitude « louvoyante ». Léon XIII refusant toujours d'être désigné comme l'inspirateur de cette déclaration, il abandonne Lavigerie dans une tourmente qui tourne à la confusion et aux polémiques sans fin. Le cardinal sort de l'épreuve à bout de forces. Ce n'est que quinze mois après le toast d'Alger, le 16 février 1892, dans l'encyclique Au milieu des sollicitudes, que le pape livre enfin sa position sur le sujet. Et ce n'est que le 3 mai qu'il la précise clairement : « Acceptez la République. » Lavigerie meurt à Alger le 26 novembre,.

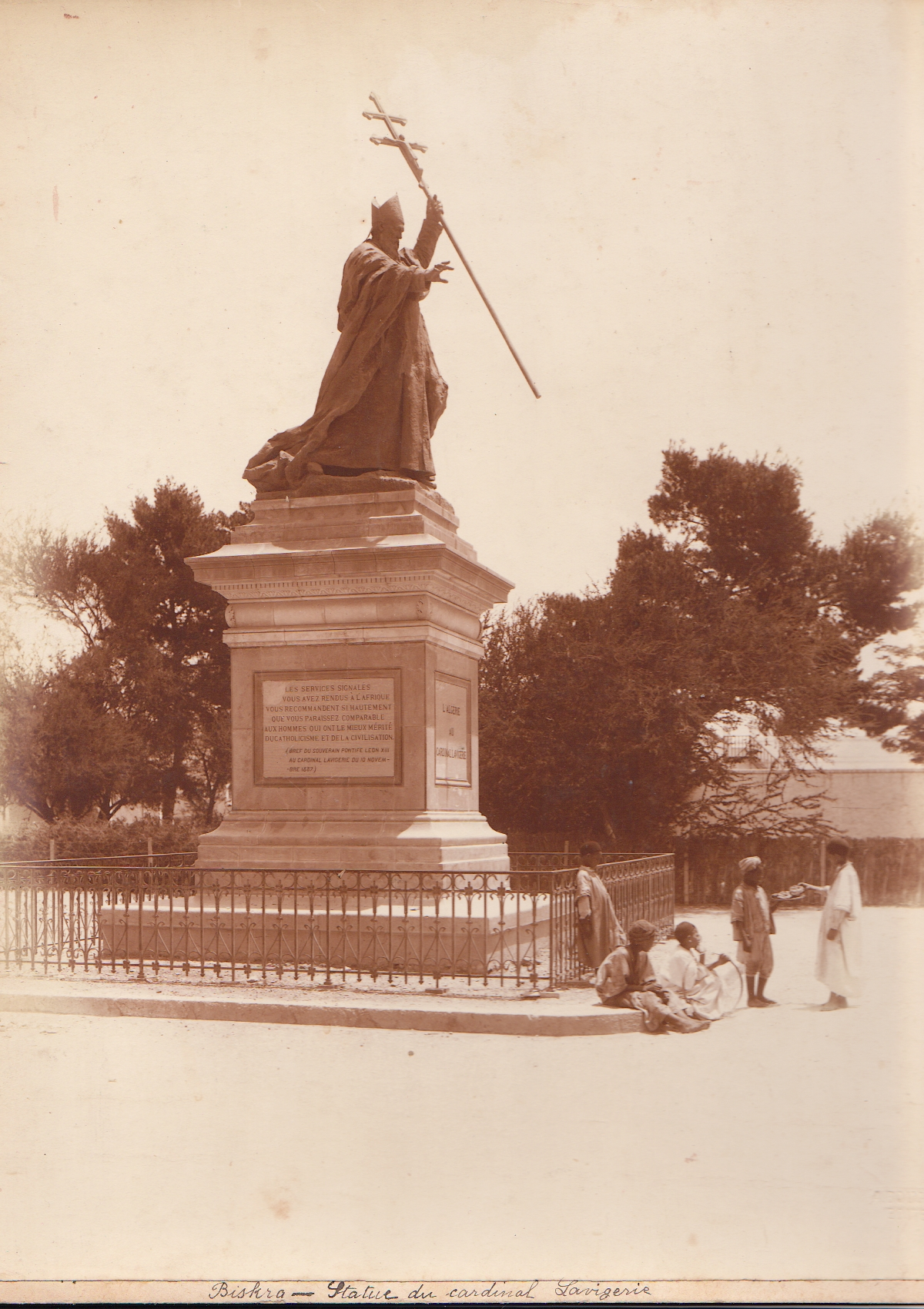
Le monument à Biskra vers 1900, avant son déplacement.

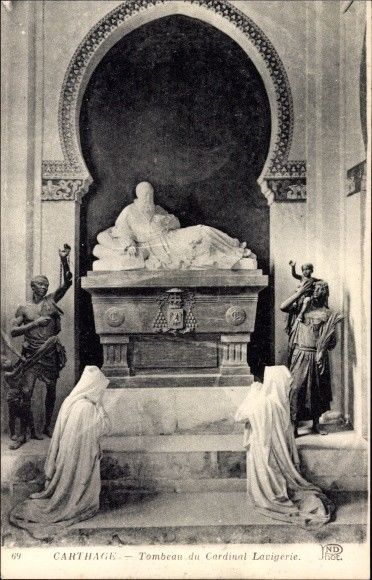
Tombeau du cardinal à Carthage.

## Inhumation et hommages
Il est inhumé à la cathédrale Saint-Louis de Carthage. L'oraison funèbre est prononcée par Adolphe Perraud de l'Oratoire. Un monument funéraire est élevé en sa mémoire. Son corps est transféré en 1964, après l'indépendance du pays, dans la crypte de la maison généralice des Pères blancs, à Rome. Ses parents reposent à Bayonne, dans le cimetière Saint-Étienne.
Son nom est donné à deux localités d'Algérie : l'une, dans la banlieue d'Alger, s'appelle aujourd'hui Mohammadia ; l'autre, dans la vallée du Chéliff est redevenue Djendel (wilaya d'Aïn Defla).
Alexandre Falguière sculpte son monument pour Bayonne et pour Biskra, où il a été déplacé du centre ville au parc des ateliers municipaux.

### Le monument de Tunis
Du 15 au 22 novembre 1925, le résident général de France en Tunisie, Lucien Saint, fait pompeusement célébrer le centenaire de Lavigerie à Tunis et Carthage. Le dernier jour des célébrations, ou le lendemain,, un monument au prélat, œuvre du sculpteur Élie-Jean Vézien, est érigée sur la place de la Bourse, à l'entrée des souks et à proximité de la mosquée Zitouna. Ces lieux font respectivement partie du quotidien et de la symbolique religieuse des musulmans locaux. Or, la statue en bronze représente le cardinal dans une posture prosélytiste avec une bible dans une main et une croix massive dans l'autre. 

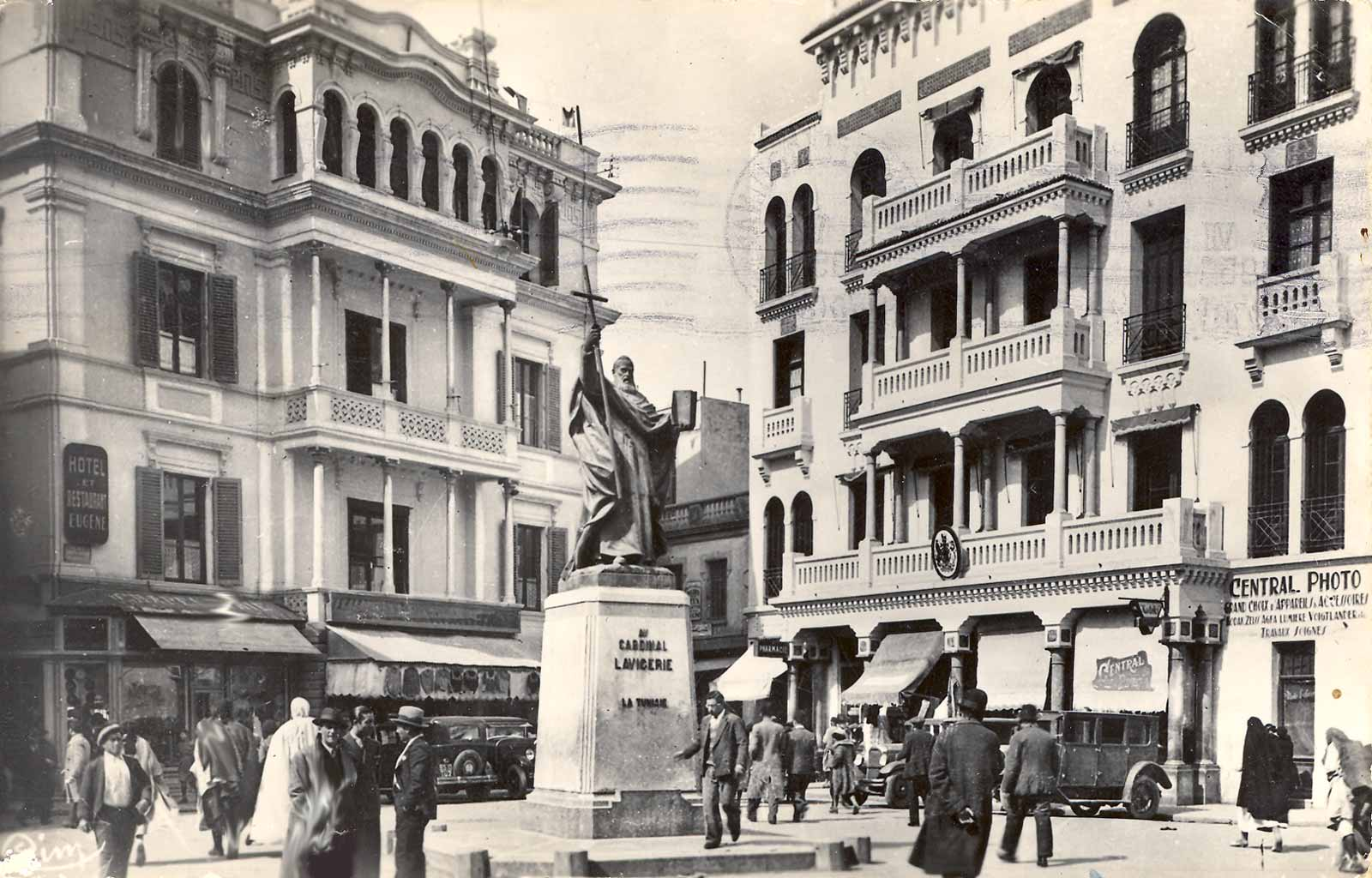
Élie-Jean Vézien, Monument au cardinal Lavigerie à Tunis.

Les étudiants en science religieuse (toulab al-'ilm) de l'université Zitouna y voient une provocation. Le 28 novembre 1925, des centaines d'étudiants se rendent à l'hôtel de ville pour exiger le retrait de la statue. Le maire refuse de les recevoir, et les fait expulser manu militari. Certains sont emprisonnés. Les manifestants se rendent alors au siège de la résidence générale. Lucien Saint refuse de les recevoir. Il fait appel aux forces de l'ordre. Un grand nombre de personnes sont arrêtées pour « atteinte à l'ordre public ». Par la suite, deux étudiants ayant tenté d'endommager la statue sont condamnés à 20 ans de travaux forcés. 
« Stigmate métallique du protectorat et de son idéologie », la statue est déboulonnée le 8 mai 1956, un mois et demi après l'indépendance. À la suite d'un accord passé entre le Premier ministre tunisien Habib Bourguiba et l'archevêque de Carthage Maurice Perrin, elle est toutefois remontée dans le jardin du scolasticat et du musée des Pères Blancs. Durant leur départ, consécutif à la signature du modus vivendi du 9 juillet 1964 entre la Tunisie et le Vatican, la statue est découpée au chalumeau à l'initiative de Michel Callens, leur supérieur régional,.

## Succession apostolique
Charles Lavigerie a ordonné les évêques suivants :
- Cardinal Joseph-Alfred Foulon (1867)
- Évêque Félix-Joseph-François-Barthélemy de Las Cases (1867)
- Évêque Jean-Baptiste-Irénée Callot (1867)
- Archevêque Pierre-Jean-Joseph Soubiranne (1872)
- Évêque Joseph-Jean-Louis Robert (1872)
- Archevêque Prosper Auguste Dusserre (1878)
- Archevêque Barthélemy Clément Combes (1881)
- Évêque Noël-Mathieu-Victor-Marie Gaussail (1884)
- Évêque Spiridion-Salvatore-Costantino Buhadgiar, O.F.M.Cap. (1884)
- Évêque Léon-Antoine-Augustin-Siméon Livinhac, M.Afr. (1884)
- Archevêque Géraud-Marie Soubrier (1886)
- Évêque Léonce Bridoux, M.Afr. (1888)
- Évêque Salvator-Alexandre-Félix-Carmel Brincat (1889)

## Œuvres
- Essai historique sur l'école chrétienne d'Édesse. Thèse présentée à la faculté des lettres de Paris, par l'abbé Ch. Allemand-Lavigerie, Paris, Perisse, 1850.
- De Hegesippo, disquisitionem proponebat Facultati litterarum parisiensi, Perisse, 1850[116]. Thèse secondaire, soutenue le même jour que la thèse principale sur l'école d'Édesse[117].
- Lexique français-grec, composé pour les cours de thèmes de sixième, cinquième et quatrième, par l'abbé Ch. Lavigerie, Perisse, 1850.
- Histoire abrégée de l'Église, Perisse, 1854.
- Theses theologicae ad lauream doctoralem, Saint-Cloud, Belin, 1854.
- Faculté de théologie de Paris. Cours de M. l'abbé Lavigerie… Étude morale sur Luther, Paris, impr. de Soye et Bouchet, 1855. Extrait de L'Ami de la religion, 10 mars 1855.
- Exposé des erreurs doctrinales du jansénisme, leçons faites à la Sorbonne en 1856-1857, par M. l'abbé Lavigerie, Paris, Belin, 1860.
- Constitutions et directoire des Sœurs du Saint-Cœur de Marie de Nancy, imprimés par ordre de Mgr l'évêque de Nancy et de Toul, Nancy, Raybois, 1866.
- Appel au clergé de France, pour la fondation de deux congrégations agricoles, destinées aux missions étrangères, dans le diocèse d'Alger, Belin, 1869.
- L'archevêque d'Alger, ancien évêque de Nancy, Aux Alsaciens et aux Lorrains exilés, impr. Delaroy, 1871[116].
- L'esclavage africain : conférence sur l'esclavage dans le Haut-Congo, faite à Sainte-Gudule de Bruxelles, Bruxelles, siège de la Société antiesclavagiste — Paris, procure des missions d'Afrique, 1888, 35 p. (BNF 30756014).

### Bibliographie

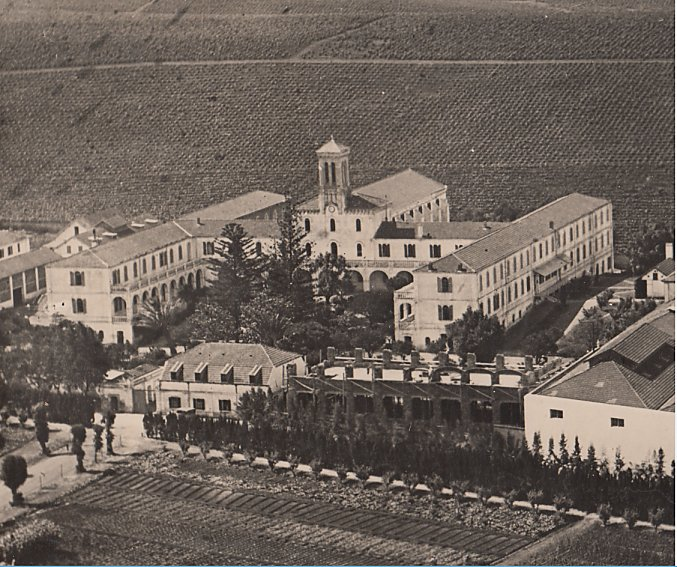
Maison-Carrée (près d'Alger), maison-mère et noviciat des Pères blancs.